# Montevitozzo
Montevitozzo is een plaats (frazione) in de Italiaanse gemeente Sorano.